# 月夜の蓮
『月夜の蓮 -モーツァルトへのオマージュ-』（つきやのはす -モーツァルトへのオマージュ、英: Lotus under the Moonlight − hommage à Mozart −）は、日本の作曲家細川俊夫が2006年に作曲したピアノ協奏曲である。

## 作曲の経緯
作品は北ドイツ放送がモーツァルトの生誕250年の記念として委嘱した。またこのプロジェクトでは、細川の他に、イザベル・ムンドリーにヴァイオリン協奏曲を、ベアート・フラーにコンサート・アリアを、イェルク・ヴィトマンにクラリネット協奏曲を委嘱している。

## 初演
作品は2006年4月7日に、ドイツのハンブルクで、児玉桃の独奏、準・メルクルの指揮、北ドイツ放送交響楽団によって世界初演された。
日本初演は2006年12月に児玉の独奏、小澤征爾の指揮、水戸室内管弦楽団の演奏によって行われた。

## 編成
独奏ピアノ、フルート（ピッコロ持ち替え）、クラリネット2、ファゴット2、ホルン2、打楽器2（バスドラム、フットドラム、タムタム、アンティーク・シンバル、風鈴4、ティンパニ上に乗せられた磬子4、グロッケンシュピール、ヴィブラフォン）、弦楽合奏

## 楽曲構成
作品は、モーツァルトのピアノ協奏曲第23番を題材としている。演奏時間は約22分。